# 唐菓子
唐菓子（からかし、からくだもの、とうがし）・唐菓物（からくだもの）は、唐から日本に伝わった揚げ菓子類。米粉や小麦粉などの粉類に甘葛（あまずら）の煮詰めた汁を加えてこねて形を造った後、最後に油で揚げる。「からがし」とも呼ぶ。また「からくだもの」の読みのまま「唐果物」とも表記する。
唐菓子は奈良時代には既に作られていた。しかし、文献上の記録の初出は平安時代中期に成立した『倭名類聚抄』とされている。
「唐菓子」の定義については、広く中国から伝来したものとする文献と唐代に日本に持ち帰られたものに限る文献があり、菓子研究の基礎的な点である定義に違いがあると指摘されている。また「唐菓子」の全てが唐から伝来したとすることにも疑問が呈されており、唐から原型が伝来した後に日本人の好みに合わせて変化したものも「唐菓子」と呼ばれていたとみる説もある。

## 歴史
唐菓子は米、麦、豆を挽いて粉にしたものから作られる菓子で、奈良時代には作られ、平安時代には宮廷や神社で用いられたという。「菓子」は「果子」とも表記され、本来は果物のことを指したが、加工食品としての人工菓子が作られるようになったことから「菓子」は木の実などの自然菓子と人工菓子の両者を含んで用いられるようになった。ただし、小麦粉から作られる食品は奈良時代には始まったとみられるが、日本では粒食が重要的な地位を占め、小麦は粟や稗に比べて脱穀が複雑で粉砕用具が十分でなかったこともあり、中世まで小麦の粉食文化は一般的ではなかったとみられている。
「唐菓子」の文献上の記録の初出は平安時代中期に成立した『倭名類聚抄』である。『倭名類聚抄』巻第十六飲食部の第二十四飯餅類第二百八「歓喜団」の項にある「楊氏漢語抄」の原注は、8種類の菓子を挙げ「八種唐菓子」としている。しかし、『倭名類聚抄』はこれらの製法を記載しておらず、唐菓子の製法はその後種々の変化があったとみられている。なお、『倭名類聚抄』は8種類の菓子とともに餢飳（ぶと）など14種類の菓子を「果餅」として紹介している。
唐菓子について網羅的に紹介した書物に鎌倉時代の『厨事類記』があり、唐菓子の生地には、うるち米の生地、もち米と大豆の粉に塩を加えた生地、小麦粉や小豆の粉を生地にしたものがみられる。
江戸中期に書かれた藤貞幹の『集古図』には大膳職、公家、神社などに伝わる唐菓子の図が載っており多くの書物に引用されている。ただし、奈良時代から平安時代にかけての唐菓子の原型がどのくらい残されているか確証はないとされる。
明治初期の神仏分離により生ものを供える「生饌」が基本となり、調理物を供える「熟饌」は限られた神社にのみ残る風習となった。神社に供えられる唐菓子として現存するものは、梅枝、団喜、餢飳（ぶと）、糫餅（まがり）などで、春日大社（梅枝、餢飳、糫餅など）や下賀茂神社（餢飳、糫餅など）、石清水八幡宮（兎餅）などにみられる。

## 唐菓子の種類

### 八種唐菓子

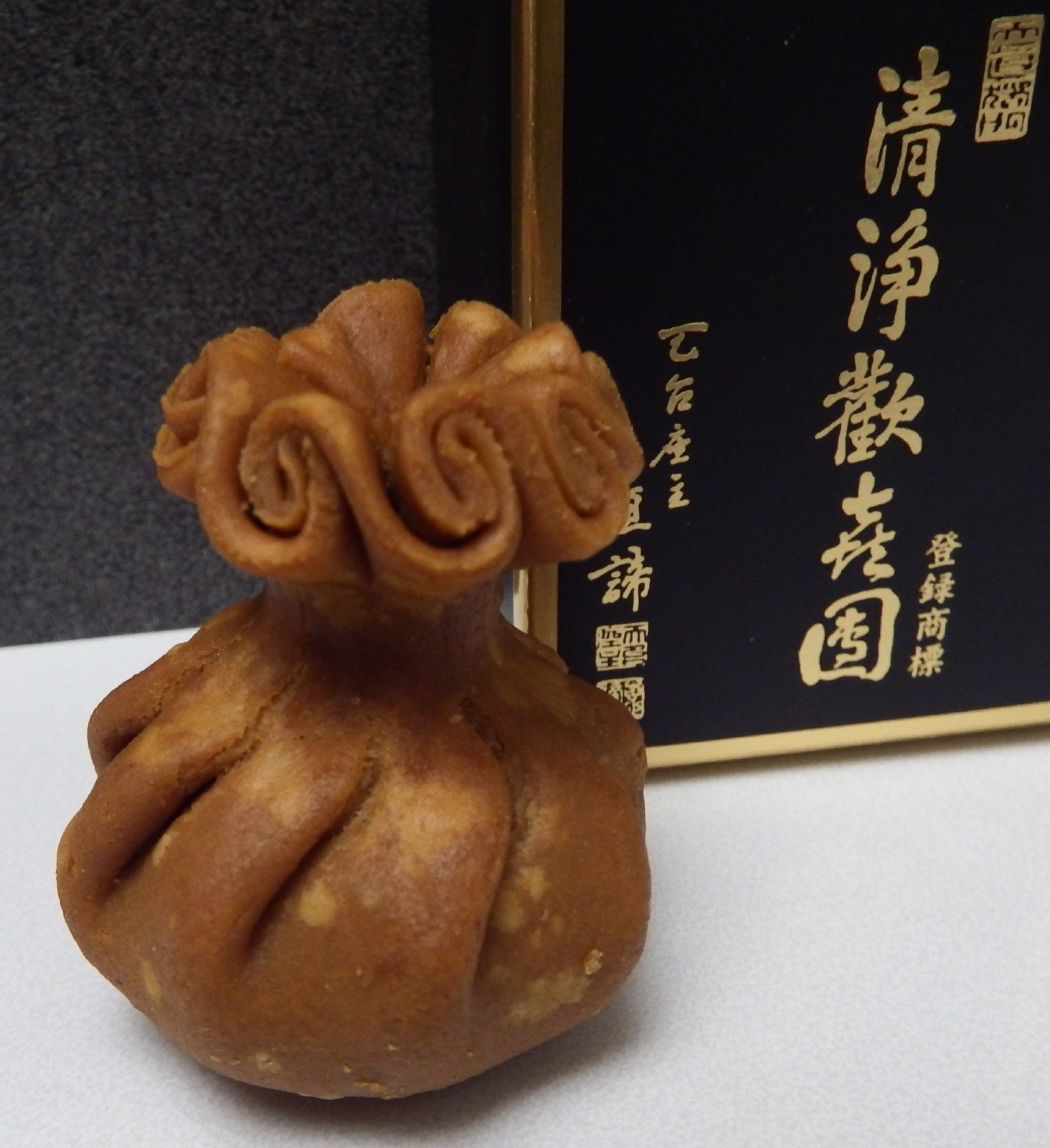
亀屋清永の清浄歓喜団

『和名類聚抄』には「八種唐菓子」の記載があるが製法の記載はなく、「建武年中行事」などの記述から鎌倉時代末には、餲餬、黏臍、饆饠、桂心は形も分からなくなっていたとみられる。ただし南北朝に分立していた時代のため単に南朝方に詳しい者がいなかった可能性もある。
梅子、梅枝（ばい・し）
うるち米の粉をこねて茹でたもので梅の枝のように成形したもの。
桃枝（とう・し）
作り方は梅枝と同様。桃の枝のように成形したもの。
餲餬（かっ・こ／かんこ）
小麦粉をこねてスクモムシ（キクイムシ）の形にして油で揚げたもの。
桂心（けい・しん）
作り方など詳細は不明。シナモン（肉桂）の粉末をつけた菓子。
黏臍（てん・ぜい／てん・せい／でん・せい）
詳細はよくわかっていないが、「黏」はモチキビのことであるからキビ粉にへそ（臍）のような窪みをつけて油で揚げたものとされる。
饆饠（ひち・ら／ひら）
もち米の粉（あるいは小麦粉など）を薄く成形して焼いたもので餡を包んだものもある。
鎚子（つい・し）
うるち米の粉または小麦粉を鎚またはサトイモの形にして煮たもの。
団喜（だんき）・歓喜団（かん・ぎ・だん／かんきだん）
穀粉を練って丸めてから蒸すか茹でたもの。甘葛（あまずら）を塗るか、栗、柿、大豆、小豆などの粉をまぶして食べる。現代では比叡山の阿闍梨から製法を習った京都の亀屋清栄が『清浄歓喜団』として販売しているが、江戸中期の製法である小麦粉の生地で小豆餡を茶巾状に包み胡麻油で揚げたものとなっている。インドのモーダカが起源とされているが、本来用いられていたカルダモンがシナモンに変わっている。

### 八種以外

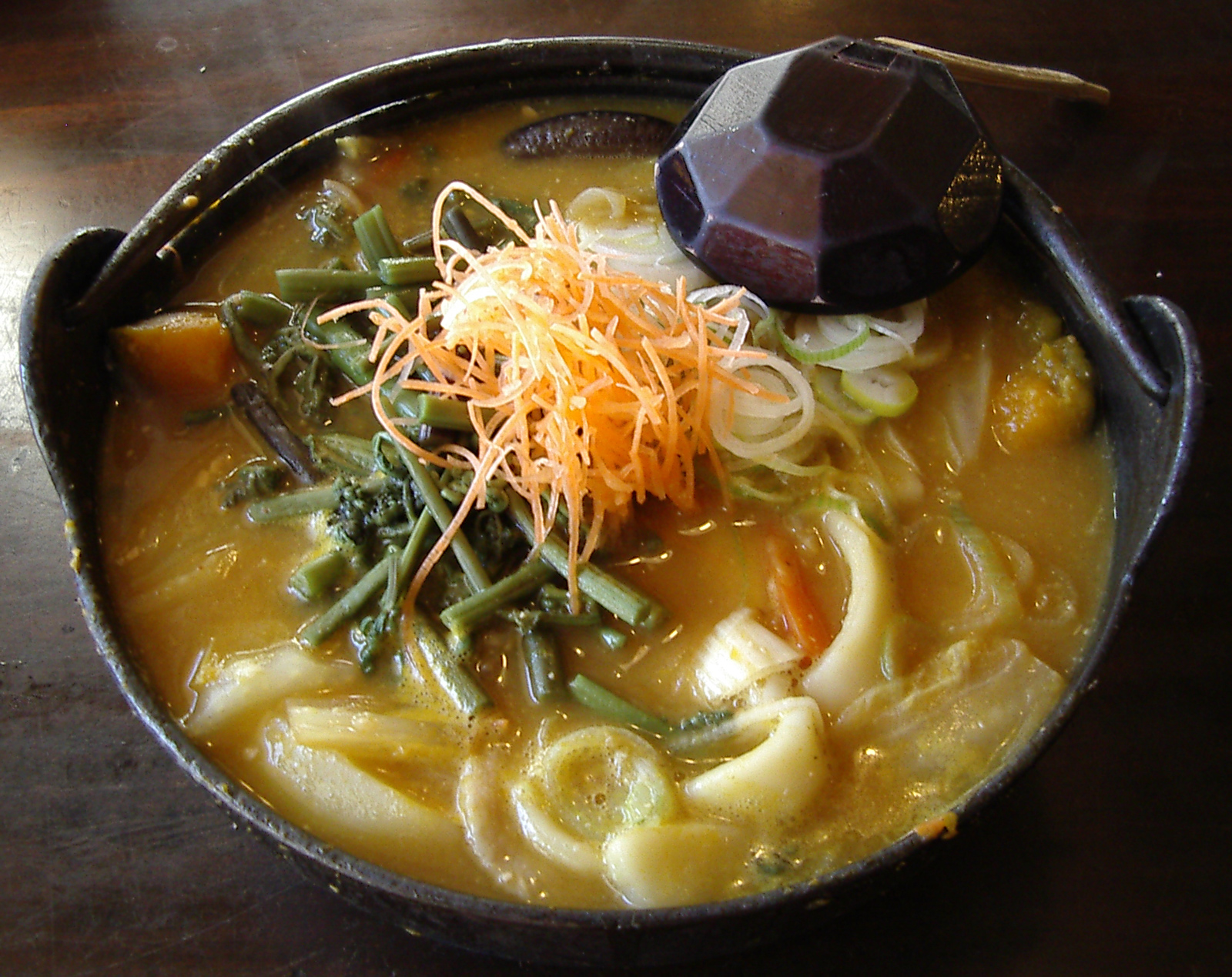
餺飥は後にほうとうとして日本に定着した説がある。

索餅（さくべい、さくへい）
小麦粉または小麦粉と米粉を混ぜたものを捏ねて引き伸ばしねじ合わせた菓子。和名は麦縄（むぎなわ）。延喜式では索餅と手束索餅の二つに区別している。
煎餅（せんべい）
小麦粉や米の粉をこねて薄く成形し、油で焼いたもの。奈良時代までに伝えられた。現代の煎餅に似たものと考えられている。
糫餅（かんべい/和名：まがり）
小麦粉をこねて成形し、油で揚げたもの。
餢飳（ぶと）
俗に伏菟・伏兎とも書かれた。小麦粉を捏ね油で焼いた、ないし揚げたもの。奈良市に現存する「ぶと饅頭」は、小麦粉に卵などを加え捏ねたドーナツ風の生地で餡を包んだ、あんドーナツ風の菓子。また、同じく奈良に存在する「火打焼」は、ぶとを模した餡入りの餅菓子である。伝来当初は甘草や甘葛の薬草で味付けしていたとされる。
粔籹（きょじょ／こめ）
米を炒ったものに糖をからめて固めたもので、胡麻、豆、海苔などを加えることもある。
餅餤（へいだん）
カモ、卵、野菜などを餅に包んで四角形に切ったもの。藤原行成が清少納言に贈ったと『枕草子』に記述がある。
結果（けっか）
小麦粉を練って緒のように結び、油で揚げたもの。加久縄（かくのあわ）とも。
餺飥（はくたく）
ほうとうとも読む。小麦粉をこねて平らにし角に切ったもので、茹でてから小豆の摺り汁で食べる。平安時代後期には、藤氏長者が春日大社で必ず食べた。
粉熟（ふずく）
粉粥とも書く。米、麦、大豆、小豆、黍、胡麻を粉にしてこね、茹でてから甘葛をかけて竹筒に詰め、突き出して切った「もち」のような菓子。
椿餅（つばいいもち）
現在の桜餅（関西風）に酷似しており、中国伝来ではなく日本起源とも。